# Zoo de Colchester
Le Zoo de Colchester est un parc zoologique anglais situé à Colchester dans le comté d'Essex. Le zoo a ouvert en 1963 sous le nom de Stanway Hall Park Zoo. Fondé par Frank et Helena Farrar, il est depuis 1983 la propriété de la famille Tropeano. Il couvre aujourd'hui une superficie de 24 hectares.
Le zoo, membre permanent de l'Association européenne des zoos et aquariums (EAZA), s'engage dans la conservation ex situ en participant à des programmes européens pour les espèces menacées (EEP). Il est également membre de l'Association mondiale des zoos et aquariums (WAZA). Le Zoo de Colchester s'engage aussi pour la conservation in situ à travers son association dédiée, Action for the Wild.
Il a reçu 801 643 visites en 2011 et 964 050 en 2015.

## Installations et animaux présentés
Les habitats des animaux du Zoo de Colchester sont présentés dans différentes zones à thème.

### Clairière des papillons
Ouvert au printemps 2015, la Clairière des papillons est une promenade à travers une installation située près de la zone des Ours du Soleil levant. Il présente de nombreuses espèces de papillons et de plantes. Il a été ouvert à la mémoire d'Isobel Rose Parmenter, une petite fille décédée en octobre 2014 à 22 mois d'une maladie rare, l'histiocytose langerhansienne, et dont les parents aimaient faire visiter le zoo à leur fille.

### Arcs-en-ciel australiens
Ouverte durant l'été 2014, la zone Arcs-en-ciel australiens est une installation qui abritait auparavant le Théâtre Wild about Animals. À l'intérieur du bâtiment se trouve une chute d'eau, un grand étang et des jardins colorés. Les visiteurs passent à travers une volière de loriquets, avec la possibilité de les nourrir avec du nectar.

### Koi Niwa
Dans cette installation se trouvent deux grands bassins présentant une variété de carpe koï. Il y a aussi deux systèmes de filtration visibles pour les visiteurs. L'installation est conçue dans le style typique d'un jardin japonais avec des statues, des ornements et des cascades.

### Marche des géants
La Marche des géants, ouvert à l'été 2012, est un petit complexe, divisé en deux sections. Il présente trois des quatre espèces de tortues terrestres les plus grandes : des tortues géantes des Seychelles, des tortues brunes et des tortues sillonnées.

### Madagascar perdu
Ouvert à Pâques 2012, Madagascar perdu est un enclos à travers lequel les visiteurs peuvent passer et qui présente un groupe de lémurs cattas et un groupe de lémurs à ventre roux. L'installation se visite en montant à bord d'un petit train, le Madagascar perdu Express.

### Le Ruisseau des loutres
Le Ruisseau des loutres est un espace ouvert en août 2011 et présentant un groupe de loutres à pelage lisses (aussi appelées loutres d'Asie).

### Wilds of Asia
Wilds of Asia est un groupe d'enclos abritant des espèces asiatiques, et notamment : gibbons à bonnet, des pandas roux, des calaos rhinocéros, des binturongs, des pythons birmans et des macaques à queue de lion.

### Edge of Africa - Royaume de la nature
Edge of Africa est une zone divisée en trois sections. La première section est le Royaume de la nature, un complexe multi-espèces. La deuxième section est le Royaume des éléphants, et la troisième section présente des groupes de guépards, de phacochères et de potamochères, ainsi qu'un couple de hyènes tachetées et un groupe de mandrills.
Le principal enclos de la section Royaume de la nature présente des girafes réticulées, des rhinocéros blanc du Sud, des autruches, des zèbres et des grands koudous, tandis que des installations intérieures présentent des oryctéropes, des hippopotames nains, des singes patas et diverses espèces de reptiles (notamment, des tortues léopards), d'invertébrés et de poissons. Il y a aussi une volière, la Vallée des Vautours, qui présente des vautours africains et des vautours de Rüppell.

### Edge of Africa - Royaume des éléphants

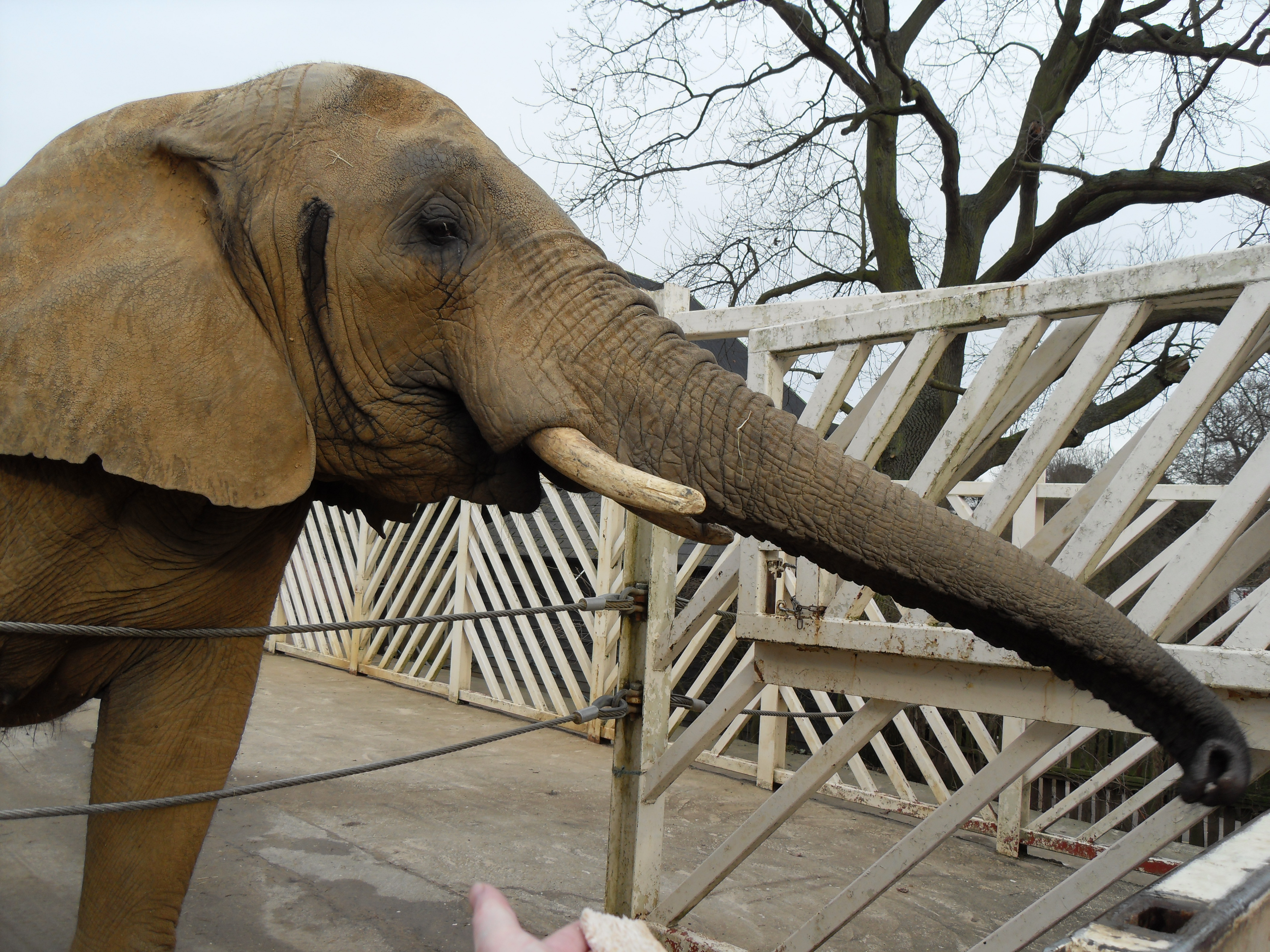
Éléphant d'Afrique.

Le Royaume des éléphants est la deuxième section de la zone Edge of Africa, et présente la harde d'éléphants d'Afrique du zoo, un mâle nommé Tembo et trois femelles nommées Opal, Zola et Tanya.

### Out of Africa
Ce petit espace présente des lémurs aux yeux turquoise et des colobes guereza.

### Playa Patagonia
Ouverte en 2003, Playa Patagonia est une zone dédiée à un groupe d'otaries à crinière femelles nommées Atlanta, Milan, Winnipeg, Paris et Sydney. L'enclos comporte aussi un grand tunnel de vision sous-marine.

### La Forêt des orangs-outans
La Forêt des orangs-outans présente deux mâles orangs-outans. Le plus jeune des deux, nommé Tiga, est un orang-outan de Bornéo, tandis que le plus vieux, nommé Rajang, est un hybride d'orangs-outans de Sumatra et de Bornéo.

### Dragons de Komodo
Il s'agit d'une grande installation intérieure dédiée à un couple reproducteur de dragons de Komodo, un mâle nommé Telu et une femelle nommée Mutu. L'installation est conçue de manière à reproduire leur habitat naturel et comprend un grand bassin et un toit en verre permettant de laisser rentrer la lumière solaire.

### Tiger Taïga

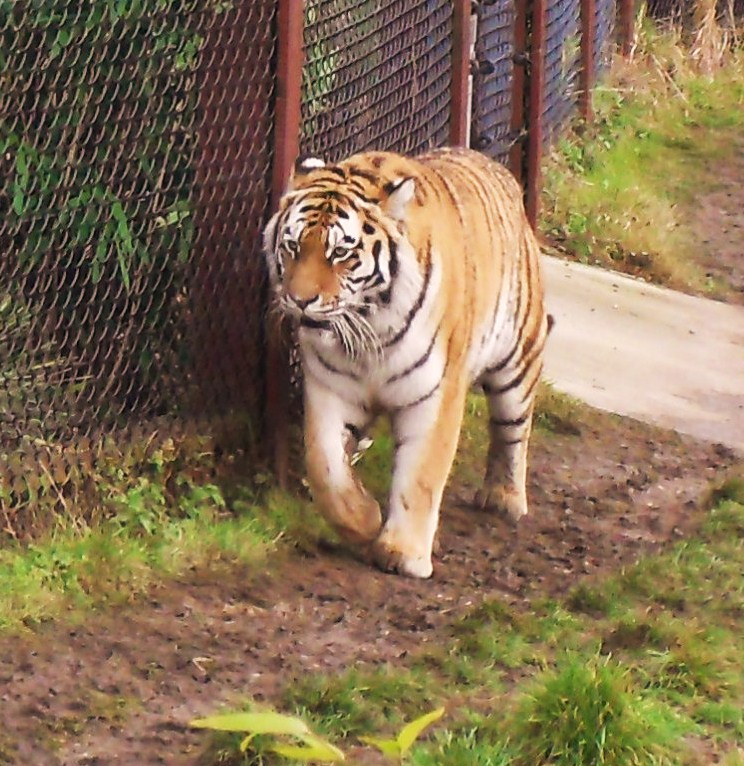
Un tigre au zoo de Colchester.

Tiger Taïga est un grand complexe présentant un couple de tigres de Sibérie, un mâle nommé Igor et une femme nommée Anoushka. Le tunnel de vision qui traverse l'enclos mène les visiteurs jusqu'au Nature Trail.

### Le Rocher du Lion

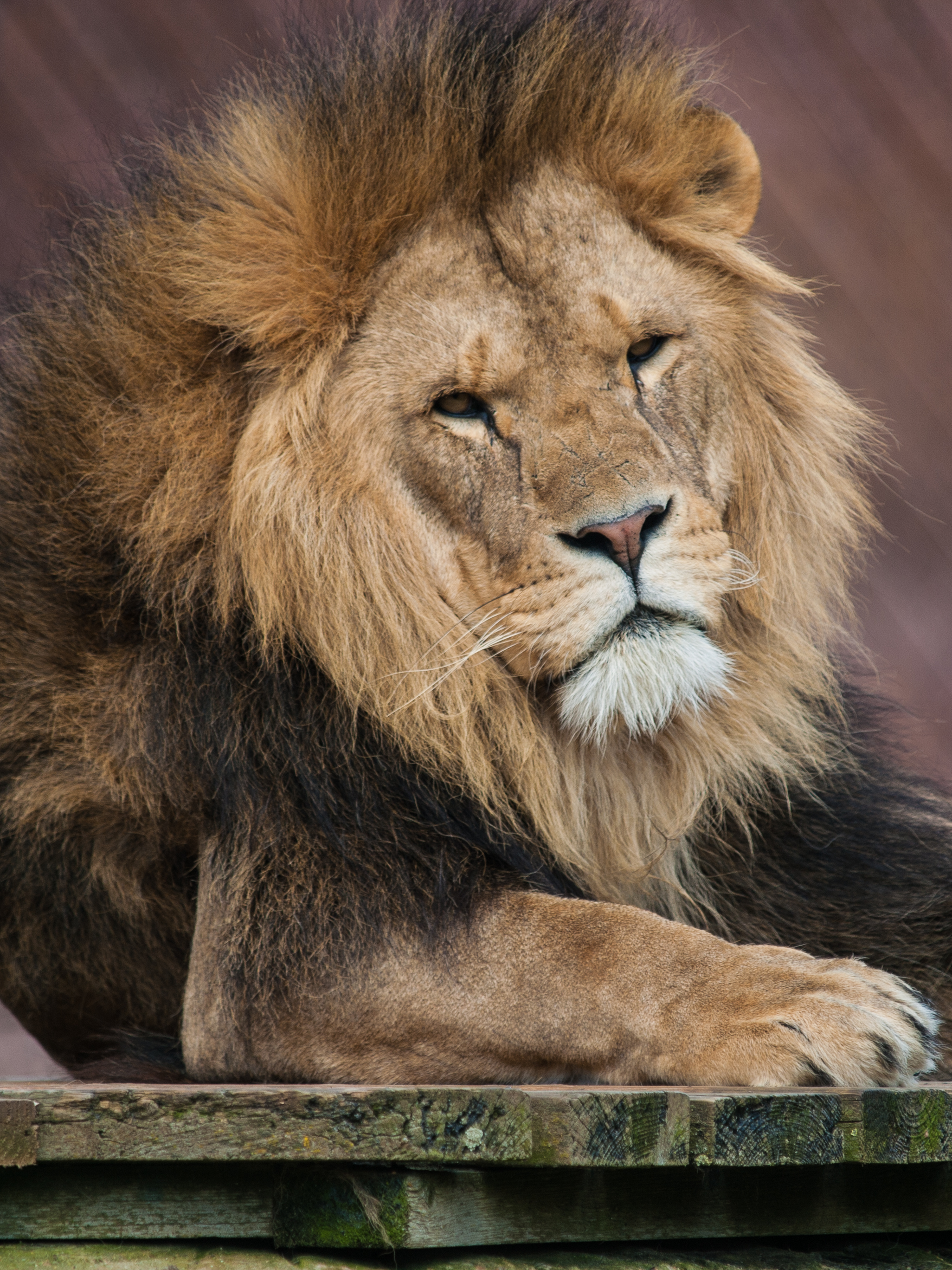
Lion d'Afrique.

Ouvert en avril 2004, le Rocher du Lion comprend un enclos présentant trois lions d'Afrique, un mâle nommé Bailey et deux femelles nommé Malika et Naja. La partie intérieur de la zone présente des fennecs et des souris épineuses d'Asie mineure.

### Ours du Soleil levant
Ce enclos présente un couple d'ours malais, un mâle nommé Jo-Jo et une femme nommée Srey-Ya. Ils ont été donnés au zoo par le Rare Species Conservation Centre en 2010, après avoir été saisis par des patrouilles anti-braconnage gouvernementales au Cambodge.

### Léopards aux chutes de l'Oussouri
Ouverte en février 2010, cette enclos abrite une couple de léopards de l'Amour, un mâle nommé Sayan et une femme nommée Milena.

### Penguin Shores
Penguin Shores abrite une grande colonie de manchots de Humboldt, ainsi qu'un aquarium contenant différents types d'eaux douces et des poissons de corail.

### Suricata Sands
Ouvert en mai 2009, Suricata Sands présente un groupe de treize suricates, dont un couple reproducteur : Robin et Pippa.